# Teodor Varićak
Teodor Varićak (Kapronca, 1907. július 30. – Zágráb, 1977. június 14.), horvát állatorvos, hisztológus, embriológus, egyetemi tanár, a Zágrábi Egyetem rektora.

## Élete
Kaproncán született 1907-ben Dušan Varićak és felesége, Petronila gyermekeként. Gyermekkorát két testvérével együtt szülővárosában töltötte. Itt végezte el az elemi iskola négy osztályát és a reálgimnáziumot is, ahol 1926. június 20-án kitűnő eredménnyel érettségizett. Gimnáziumi évei alatt lelkes tagja volt a Középiskolás Természetbarátok Egyesületének és a Diákszövetségnek. 1923-tól testvérével, Čedomillal együtt tevékenykedtek a zágrábi Geofizikai Intézettel együttműködve a kaproncai meteorológiai állomáson. Az akkori „Koprivnički novine” helyi újságban két cikket is írt a meteorológiai állomásról, amelyekben kifejti a meteorológia jelentőségét az egész nyilvánosság számára.
1926 őszén kezdte meg tanulmányait Zágrábi Egyetem Állatorvostudományi Karán, ahol
1934-ben szerzett diplomát, majd a Szövet- és Embriológiai Tanszéken asszisztensként folytatta. 1936-ban doktorált, majd Németországban tanult. A Humboldt Alapítvány munkatársaként 1936 októberétől 1938 februárjáig tartózkodott
a Würzburgi Egyetem Orvostudományi Karának Anatómiai Tanszékén, majd a Lipcsei Egyetem Anatómiai Tanszékén folytatott anatómiai, szövettani és embriológiai tanulmányokat. Az 1940-es habilitációs eljárás után 1941–ben a Szövet- és Embriológiai Tanszék főállású egyetemi adjunktusává választották. 1945 júliusában egyetemi docensi, 1947 júniusában pedig rendes tanári kinevezést kapott.  Két cikluson keresztül a kar dékánjaként dolgozott. Az 1952/53-as ciklusban az egyetem rektora, az 1953/1954-es tanévben pedig rektorhelyettesi tisztséget látott el. Ő volt az egyetem első állatorvos rektora. Amikor 1951 márciusában az Állatorvostudományi Kar Tanácsának határozatával a szövettani és embriológiai, valamint az anatómiai tanszéket egyetlen intézménybe vonták össze, annak ő lett a vezetője. 1954 és 1957 között az Egyetemi Oktatók, Főiskolák és Tudományos Intézmények Társai Szövetségének elnöke. 1958-tól a Jugoszláv Tudományos és Művészeti Akadémia rendes tagja volt. Tevékenysége
szinte az élet utolsó napjáig folyamatos volt. 1977. október 1-jén ment nyugdíjba, és mindössze 14 nappal nyugdíjba vonulás után 1977. október 14-én Zágrábban halt meg.

## Munkássága
Tudományos munkája során különösen az emlősökben és a halakban hozzájárult a máj és az erek felépítésének megismeréséhez. Értékesek a csecsemőmirigy embrionális fejlődésével, a belső elválasztású mirigyek citológiai és mikroszkópos szerkezetével, valamint egyes enzimek hisztokémiájával kapcsolatos összehasonlító vizsgálatai. Több tudományos folyóirat (Priroda, Acta biologica, Radovi JAZU, Thalassia Iugoslavica, Bulletin scientifique, Folia anatomica Iugoslavica, Larus, Periodicum biologorum) szerkesztője volt. Fáradhatatlan aktív munkatársa volt az Állatorvosi Levéltárnak, az Állatorvostudományi Kar folyóiratának. Kiemelt élvonalbeli kutatóként mintegy 180 tudományos közleményt és vitairatot publikált. Élete utolsó napjáig fáradhatatlanul dolgozott.